# Liste von Sakralbauten in Grafschaft

Grafschaft

Die Liste von Sakralbauten in Grafschaft gibt einen Überblick über die Kirchen, Klöster und sonstigen Sakralbauten in Grafschaft, Landkreis Ahrweiler.

## Liste

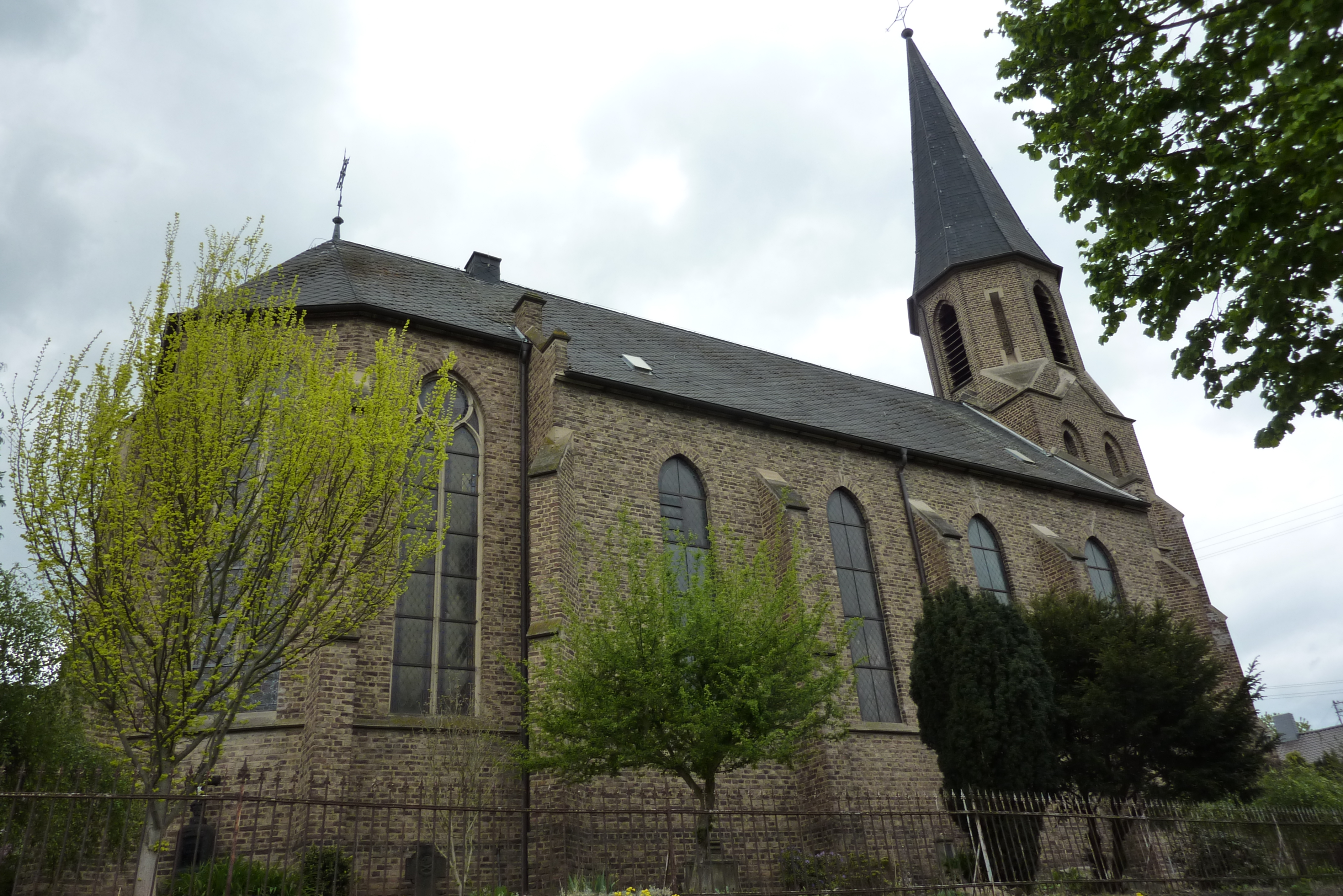
Katholische Pfarrkirche St. Peter und Vinzenz in Nierendorf

- Katholische Kapelle St. Joseph, Ortsteil Beller
- Katholische Pfarrkirche St. Lambertus, Ortsteil Bengen
- Katholische Kapelle St. Hubertus, Ortsteil Birresdorf
- Katholische Kirche St. Cosmas und Damian, Ortsteil Eckendorf
- Katholische Kapelle St. Michael, Ortsteil Esch
- Katholische Pfarrkirche St. Walburgis, Ortsteil Gelsdorf
- Katholische Kirche St. Martin, Ortsteil Holzweiler
- Katholische Pfarrkirche St. Katharina, Ortsteil Karweiler
- Katholische Pfarrkirche St. Lambertus, Ortsteil Lantershofen
- Katholische Pfarrkirche St. Peter und Vinzenz, Ortsteil Nierendorf
- Katholische Kirche St. Stephan, Ortsteil Oeverich
- Katholische Pfarrkirche St. Dionysius, Ortsteil Ringen
- Katholische Kapelle Zum Heiligen Kreuz, Ortsteil Vettelhoven